# Greenland: Migration
Greenland: Migration är en amerikansk actionthrillerfilm som har premiär i USA den 6 januari 2026 och i Sverige den 9 januari 2026. Den är regisserad av Ric Roman Waugh efter ett manus skrivet av Mitchell LaFortune och Chris Sparling. Filmen är en uppföljare till Greenland från 2020.

## Handling
Den överlevande familjen Garrity måste lämna säkerheten i bunkern på Grönland för att ge sig ut på en farlig resa över Europas ödelagda, frusna ödemarker för att hitta ett nytt hem.

## Rollista (i urval)
- Gerard Butler - John Garrity
- Morena Baccarin - Allison Garrity
- Amber Rose Revah
- Roman Griffin Davis - Nathan Garrity
- Peter Polycarpou - Dr. Haugen
- William Abadie - Denis Laurent
- Tommie Earl Jenkins - general Sharpe
- Trond Fausa Aurvåg
- Rachael Evelyn - Kerri Holt
- Sidsel Siem Koch - Pia
- Alex Lanipekun - Riley Watson